# Zuidelijke Orkneyeilanden
De Zuidelijke Orkneyeilanden zijn sub-antarctische eilanden die liggen aan de rand van de Scotiazee, in de Zuidelijke Oceaan. De eilanden vormen een onderdeel van de Scotiarug.

## Klimaat

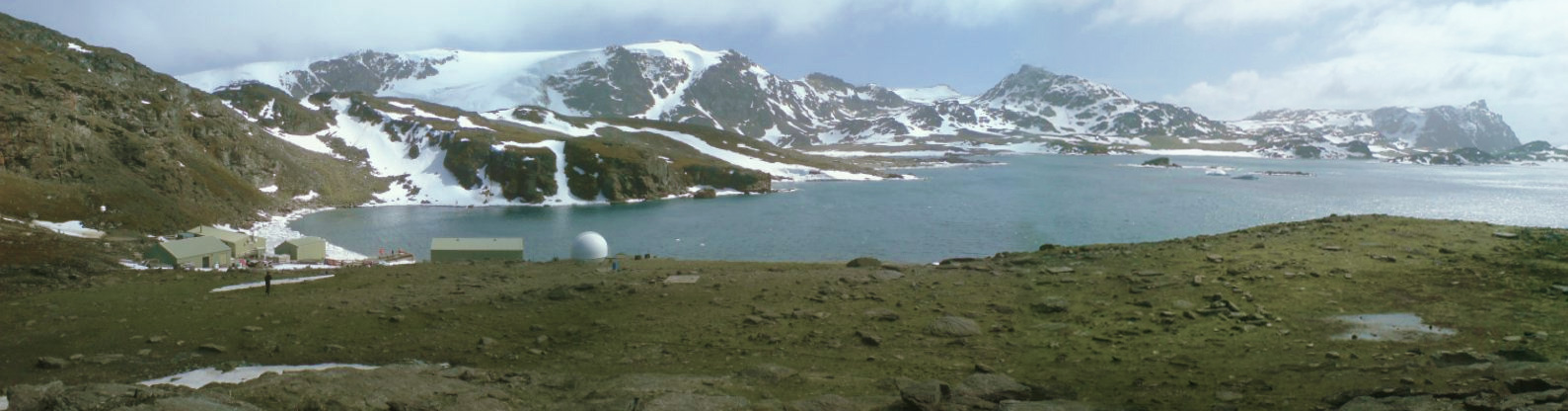
Signy-eiland

Het klimaat op de eilanden is koud, nat en winderig; de eilanden zijn voor het grootste deel bedekt met ijs. De temperatuur schommelt er tussen 12 °C in de zomer en -44 °C in de winter.

## Geografie
De archipel bestaat uit diverse eilanden, met een gezamenlijk oppervlak van 620 km².
De eilanden zijn onderverdeeld in 2 eilanden en 4 eilandengroepen:
- Coronation-eiland: het grootste eiland, met als hoogste punt Mount Nivea (1266 m)
- Laurie-eiland: het meest oostelijk gelegen eiland
- Powell-eilanden
- Signy-eilanden
- Saddle-eilanden
- Inaccessible-eilanden: ('ontoegankelijke eilanden') liggen op ongeveer 15 zeemijlen ten westen van de hoofdeilanden

## Geschiedenis
De Zuidelijke Orkneyeilanden werden ontdekt in 1821 door de Amerikaan Nathaniel Brown Palmer en de Brit George Powell. Powell gaf de naam aan het Coronationeiland ('kroningseiland') omdat in dat jaar koning George IV van het Verenigd Koninkrijk werd gekroond.
In 1823 gaf James Weddell de archipel zijn hedendaagse naam, en hernoemde enkele eilanden.
In 1908 werden de Zuidelijke Orkneyeilanden deel van de 'Falkland Islands Dependencies'. Zowel het Verenigd Koninkrijk als Argentinië eisen de eilanden op, maar aangezien de eilanden zich onder 60° ZB bevinden zijn ze onderhevig aan het Antarctisch Verdrag.
Alexandereiland · Grahamland · Zuidelijke Orkneyeilanden · Zuidelijke Shetlandeilanden